# Dendrolimus spectabilis
Dendrolimus spectabilis — метелик родини Коконопряди (Lasiocampidae).

## Ареал
Зустрічається в Японії.

## Рослини-господарі та шкода
Японські солом'яні постілки під назвою Комомакі були створені для захисту соснових дерев від цього виду метеликів.